# Souvenirs d'un Elficologue

Souvenirs d'un Elficologue est une série de bande dessinée créée par Thierry Gloris (scénario), Jean-Paul Bordier (dessin) et Olivier Héban, Djief et Christophe Lacroix (couleurs) publiée à partir de 2009 chez Soleil dans la collection Soleil Celtic.

## Tomes
1. L'Herbe aux Feys, 2009  (ISBN 978-2-302-00540-2).
2. Balor, 2010  (ISBN 978-2-302-01238-7).
3. La Lance de Lug, 2012  (ISBN 978-2-302-01783-2).